# Can Sis Dits
Can Sis Dits és una casa de Santa Maria de Palautordera (Vallès Oriental) protegida com a Bé Cultural d'Interès Local.

## Descripció
Es tracta d'una casa entre mitgeres i coberta a dues vessants amb carener paral·lel a la façana i ràfec de dents de serra. Consta de planta baixa i pis. La façana està arrebossada i pintada, amb sòcol de pedra pissarra. Destaca la finestra del primer pis, que és de llinda plana i ampit motllurat amb els brancals també de pedra. No té cap decoració.